# Jerónimo Casado
Jerónimo Casado Botija (Guadalajara, 1912 - Cuba, 1967) fue un militar español que combatió en la guerra civil española y en la Segunda Guerra Mundial.

## Biografía
Nació en Guadalajara en 1912. Era vaquero de profesión. Miembro de las Juventudes Comunistas desde 1932, tres años después se afiliaría al Partido Comunista de España (PCE). Tras el estallido de la guerra civil española se unió a las fuerzas republicanas, integrándose más adelante en el Ejército Popular de la República. Avanzada la contienda fue nombrado comandante de la 37.ª Brigada Mixta, al frente de la cual tomaría parte en las batallas de Aragón y el Ebro. 
Al final de la guerra abandonó España, instalándose en la Unión Soviética junto a otros militares republicanos. Allí cursaría estudios en la Academia Militar Frunze. Durante la Segunda Guerra Mundial se alistó voluntario en el Ejército Rojo y llegó a formar parte de una unidad de guerrilleros que actuó tras las líneas enemigas, llevando a cabo acciones de sabotaje.
Falleció en Cuba en 1967, víctima de un cáncer.